# Sericomyia volucellina
Sericomyia volucellina är en tvåvingeart som beskrevs av Josef Aloizievitsch Portschinsky 1881. Sericomyia volucellina ingår i släktet torvblomflugor, och familjen blomflugor. Inga underarter finns listade i Catalogue of Life.